# Константинов Володимир Миколайович
Володимир Константинов (рос. Владимир Николаевич Константинов; нар. 19 березня 1967, Мурманськ) — радянський хокеїст, що грав на позиції захисника. Виступав за збірну команду СРСР.
Володар Кубка Стенлі. Провів понад 500 матчів у Національній хокейній лізі.

## Ігрова кар'єра
Хокейну кар'єру розпочав 1984 року виступами за команду ЦСКА (Москва) в СРСР.
1989 року був обраний на драфті НХЛ під 221-м загальним номером командою «Детройт Ред-Вінгс».
Протягом професійної клубної ігрової кар'єри, що тривала 14 років, захищав кольори команд  «Детройт Ред-Вінгс», ЦСКА (Москва).
Загалом провів 528 матчів у НХЛ, включаючи 82 гри плей-оф Кубка Стенлі.
Був гравцем молодіжної збірної СРСР, у складі якої брав участь у 13 іграх. Виступав за національну збірну СРСР, провів 38 ігор в її складі.

## Нагороди та досягнення
Клубні
- П'ятиразовий чемпіон СРСР у складі ЦСКА (Москва) — 1985, 1986, 1987, 1988‎, 1989.
- Срібний призер чемпіонату 1990 у складі ЦСКА (Москва).
- Друга команда всіх зірок НХЛ — 1996.
- Нагорода Плюс-Мінус — 1996.
- Володар Кубка Стенлі в складі «Детройт Ред-Вінгс» — 1997, 1998.

Збірні СРСР
- Чемпіон світу серед молодіжних команд 1986.
- Чемпіон світу в складі збірної СРСР — 1986, 1989, 1990.

## Статистика

### Клубні виступи
| Сезон         | Клуб                | Ліга          | Регулярний сезон | Регулярний сезон | Регулярний сезон | Регулярний сезон | Регулярний сезон | Плей-оф | Плей-оф | Плей-оф | Плей-оф | Плей-оф |
| Сезон         | Клуб                | Ліга          | І                | Г                | П                | О                | ШХ               | І       | Г       | П       | О       | ШХ      |
| ------------- | ------------------- | ------------- | ---------------- | ---------------- | ---------------- | ---------------- | ---------------- | ------- | ------- | ------- | ------- | ------- |
| 1984–85       | ЦСКА (Москва)       | СРСР          | 40               | 1                | 4                | 5                | 10               | —       | —       | —       | —       | —       |
| 1985–86       | ЦСКА (Москва)       | СРСР          | 26               | 4                | 3                | 7                | 12               | —       | —       | —       | —       | —       |
| 1986–87       | ЦСКА (Москва)       | СРСР          | 35               | 2                | 2                | 4                | 19               | —       | —       | —       | —       | —       |
| 1987–88       | ЦСКА (Москва)       | СРСР          | 50               | 3                | 6                | 9                | 32               | —       | —       | —       | —       | —       |
| 1988–89       | ЦСКА (Москва)       | СРСР          | 37               | 7                | 8                | 15               | 20               | —       | —       | —       | —       | —       |
| 1989–90       | ЦСКА (Москва)       | СРСР          | 47               | 14               | 13               | 27               | 44               | —       | —       | —       | —       | —       |
| 1990–91       | ЦСКА (Москва)       | СРСР          | 45               | 5                | 12               | 17               | 42               | —       | —       | —       | —       | —       |
| 1991–92       | «Детройт Ред-Вінгс» | НХЛ           | 79               | 8                | 25               | 33               | 172              | 11      | 0       | 1       | 1       | 16      |
| 1992–93       | «Детройт Ред-Вінгс» | НХЛ           | 82               | 5                | 17               | 22               | 137              | 7       | 0       | 1       | 1       | 8       |
| 1993–94       | «Детройт Ред-Вінгс» | НХЛ           | 80               | 12               | 21               | 33               | 138              | 7       | 0       | 2       | 2       | 4       |
| 1994–95       | «Ведемарк»          | БЛ-2          | 15               | 17               | 13               | 30               | 51               | —       | —       | —       | —       | —       |
| 1994–95       | «Детройт Ред-Вінгс» | НХЛ           | 47               | 3                | 11               | 14               | 101              | 18      | 1       | 1       | 2       | 22      |
| 1995–96       | «Детройт Ред-Вінгс» | НХЛ           | 81               | 14               | 20               | 34               | 139              | 19      | 4       | 5       | 9       | 28      |
| 1996–97       | «Детройт Ред-Вінгс» | НХЛ           | 77               | 5                | 33               | 38               | 151              | 20      | 0       | 4       | 4       | 29      |
| Усього в СРСР | Усього в СРСР       | Усього в СРСР | 280              | 36               | 48               | 84               | 179              | —       | —       | —       | —       | —       |
| Усього в НХЛ  | Усього в НХЛ        | Усього в НХЛ  | 446              | 47               | 127              | 174              | 838              | 82      | 5       | 14      | 19      | 107     |

### Збірна
| Рік                | Команда            | Турнір             | Місце              | І  | Г | П | О  | ШХ |
| ------------------ | ------------------ | ------------------ | ------------------ | -- | - | - | -- | -- |
| 1986               | СРСР               | МЧС                | 1                  | 7  | 2 | 4 | 6  | 4  |
| 1986               | СРСР               | ЧС                 | 1                  | 10 | 1 | 1 | 2  | 8  |
| 1987               | СРСР               | МЧС                | ДСК                | 6  | 1 | 4 | 5  | 8  |
| 1989               | СРСР               | ЧС                 | 1                  | 8  | 2 | 1 | 3  | 2  |
| 1990               | СРСР               | ЧС                 | 1                  | 10 | 2 | 2 | 4  | 12 |
| 1991               | СРСР               | ЧС                 | 3                  | 10 | 0 | 2 | 2  | 37 |
| Молодіжна збірна   | Молодіжна збірна   | Молодіжна збірна   | Молодіжна збірна   | 13 | 3 | 8 | 11 | 12 |
| Національна збірна | Національна збірна | Національна збірна | Національна збірна | 38 | 5 | 6 | 11 | 59 |